# Grabowa (Częstochowa)
Pour les articles homonymes, voir Grabowa.
Grabowa est une localité polonaise de la gmina de Mykanów, située dans le powiat de Częstochowa en voïvodie de Silésie.